# Мазурківка
Мазурківка — колишній населений пункт в Кіровоградській області.

## Стислі відомості
Відносилося до Аджамського району, а потім Новгородківського. Хати стояли по обидва береги Інгулу. В селі була школа, ферми колгоспу, клуб.
В часі Голодомору 1932—1933 років нелюдською смертю померло не менше 8 людей.
Існувало до 1970-х років. Приєднане до Тарасівки.
В сучасності — урочище Мазурківка.